# Blackberry City (Virginia Occidental)
Blackberry City es un área no incorporada ubicada dentro del distrito Magnolia, una división civil menor del condado de Mingo, Virginia Occidental, Estados Unidos. Está catalogada como asentamiento por la Junta de Nombres Geográficos de los Estados Unidos.
El número de identificación (ID) asignado por el Servicio Geológico de Estados Unidos es 1536058.

## Geografía
Se encuentra a una altitud de 233 m s. n. m. (764 pies) según el conjunto de datos de elevación nacional.